# Rapid manufacturing
Rapid manufacturing is een productiewijze om snel (Engels: rapid) een product te vervaardigen. 
Bij het rapid prototyping proces ligt de nadruk op het vervaardigen van een proto terwijl in het rapid manufacturing proces de nadruk op het snel in (kleine) series maken van producten ligt. Omdat voor beide processen gelijke productiemethoden gebruikt worden is er geen onderscheid tussen beide productieprocessen. Rapid manufacturing is een logische volgende stap in het maken van producten waarbij geen gereedschappen noodzakelijk zijn.
Het begrip houdt in het seriematig vervaardigen van voorwerpen die niet per se identiek aan elkaar zijn. Een door een computer bestuurd mechanisme brengt materiaal bijeen waarna de gewenste vorm resteert. Het drukt voorwerpen als het ware driedimensionaal af. Een dergelijk apparaat hecht poederkorrels (kunststof, metaal of keramiek) aan elkaar of doet plaatselijk vloeistof uitharden. Door Rapid manufacturing kan er sneller massaal naar eigen wens een product geproduceerd worden naar de wens van de consument die de door hen bestelde producten mee kunnen vormgeven.
Voor een gedetailleerde beschrijving van de toegepaste processen zie  het rapid prototyping proces.